# Charqueada
Charqueada este un oraș în São Paulo (SP), Brazilia.
Charqueadas este un oraș în Rio Grande do Sul, Brazilia.